# La Fère
La Fère település Franciaországban, Aisne megyében. Lakosainak száma 2860 fő (2022. január 1.). La Fère Achery, Andelain, Beautor, Charmes, Danizy és Travecy községekkel határos.

## Népesség
A település népességének változása:
| Lakosok száma | 3703 | 2979 | 2930 | 2935 | 2915 | 2854 | 2859 | 2838 | 2845 | 2860 |
|               | 1968 | 1982 | 1990 | 2006 | 2013 | 2015 | 2017 | 2019 | 2020 | 2022 |